# Scepter Records
Scepter Records, oft auch kurz Scepter, ist ein US-amerikanisches Plattenlabel. Es wurde 1959 von Florence Greenberg in New York City gegründet.

## Geschichte
Greenberg gründete Scepter Records mit einem Startkapital von 4000 Dollar, das sie aus dem Verkauf ihres Plattenlabels Tiara Records an Decca Records erlöste. Zuvor hatte Tiara Records den ersten kleineren Hit der Soulband The Shirelles veröffentlicht. Nachdem die Shirelles bei Decca Records diesen Erfolg nicht mehr wiederholen konnten, kündigte ihnen Decca Records. Greenberg, die noch immer Managerin der Shirelles war, wollte nun die Lieder der Shirelles selbst vermarkten und gründete hierzu Scepter Records.
1962 wurde die Tochtergesellschaft Wand Records gegründet. In den 1960er-Jahren erschienen meist Soul-Titel u. a. von The Isley Brothers, Dionne Warwick und B. J. Thomas auf Scepter, aber auch einige Blues-, Rock- und Jazz-Aufnahmen etwa von Big Bill Broonzy und Thelonious Monk oder eine Version von Venus in Furs.
Scepter Records entwickelte sich zu einem Unternehmen mit 75 Angestellten, mehreren Gospel- und Klassikabteilungen, eigenen Plattenverlagen und Aufnahmestudios. 1976 wurde Scepter Records kurz vor der Insolvenz mit erheblichem Verlust an Springboard International verkauft.